# Hacienda La Vega
Hacienda La Vega  También llamada antes Hacienda de La Vega es un espacio declarado monumento histórico ubicado en la Avenida O'Higgins de la parroquia La Vega del Municipio Libertador en el distrito capital, Caracas, al centro norte del país suramericano de Venezuela, y al oeste del área metropolitana de Caracas.

## Historia

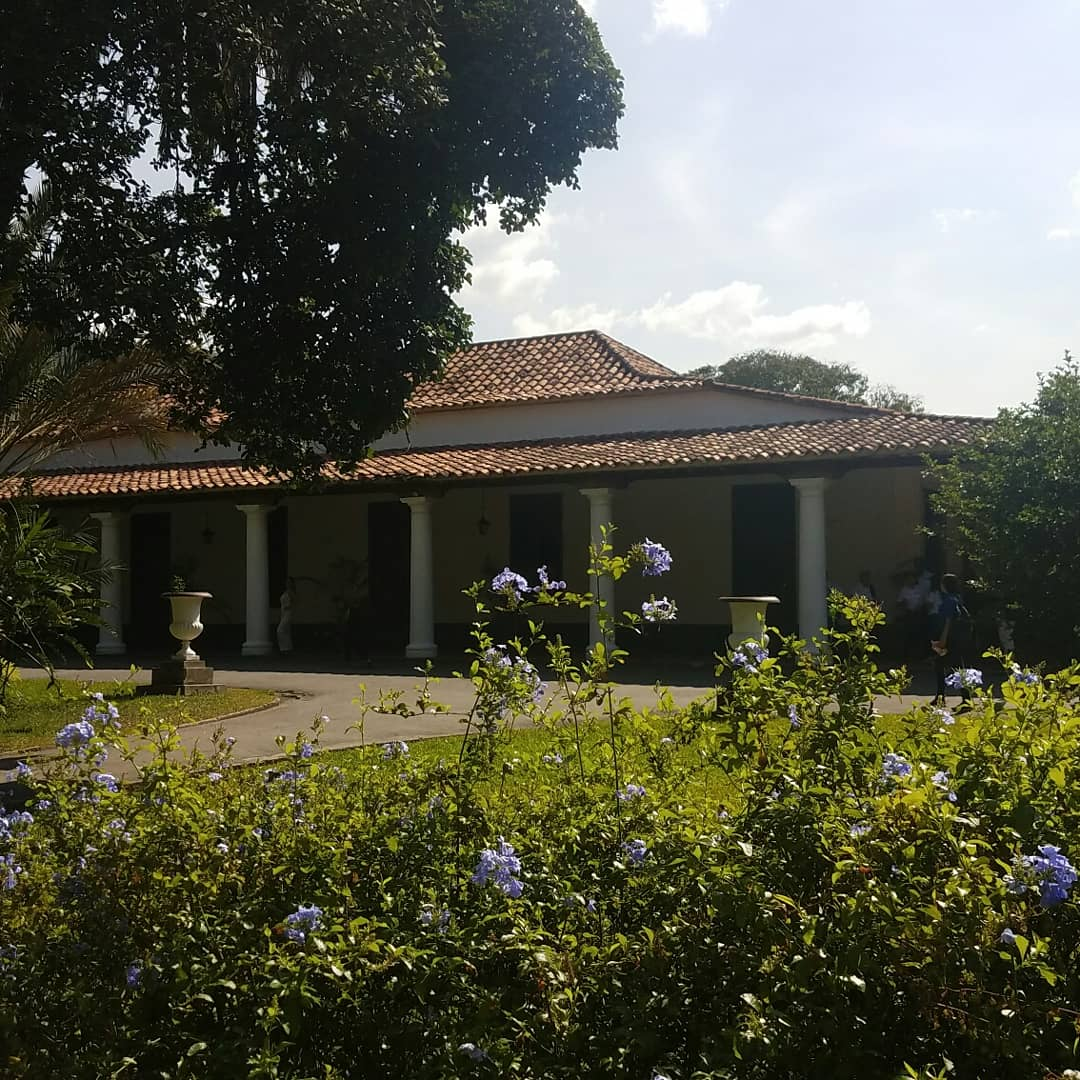
Jardines de la Hacienda La Vega, establecidos a finales del siglo XIX

Es un espacio que fue establecido en 1590 como finca productora de Caña de Azúcar. Se trata de una de las haciendas más antiguas de Venezuela que data de la época de la conquista y urbanización española del valle de Caracas. En su apogeo llegó a poseer más de 1500 hectáreas de terreno que iban desde el Junquito hasta El Paraíso, pero con el paso de los siglos y la modernización de la ciudad su tamaño se redujo considerablemente.
La primera casa que se estableció en el lugar inicialmente fue usada como un Barraca para esclavos que luego fue transformada en una vivienda de estilo hispánico. La hacienda cambio de propietarios sucesivamente y uno de sus dueños más ilustres fue la Familia Tovar quienes recibieron en el sitio al General Simón Bolívar en 1827. Los Tovar habían recibido la propiedad en 1620. En 1867 se encontraba parcialmente deteriorada.
Según el censo de 1891 se contabilizaron 43 habitantes en la propiedad. Para 1899 la Hacienda es comprada por Jorge Uslar quien la recibió tras un acuerdo con el desaparecido Banco de Caracas. Y emprendió un trabajo de reconstrucción.
Ya en el siglo XX la hacienda fue tomada en cuenta como uno de los probables lugares donde se establecería el country club de Caracas, idea que fue desechada por sus dueños, que prefirieron conservar el lugar. Posteriormente el espacio fue usado para hacer eventos de moda y reuniones sociales. 
Entre los invitados destacados que recibió la hacienda destacan Salvador Dalí, Christian Dior, la Princesa Margarita y el Príncipe Carlos del Reino Unido. 
La diseñadora de Modas venezolana Carolina Herrera vivió en el lugar por algunos años. En la década de 1970 fue declarada Monumento histórico Nacional. En 1997 empezaron nuevas labores de reconstrucción.

## Descripción
En lugar de un conjunto de una propiedad privada es en la actualidad usado para realizar convenciones, exposiciones, eventos culturales y políticos además de ser espacio turístico por su larga historia. Posee además de edificaciones del periodo hispánico como la Gran Casona principal (que data del siglo XVII y posee mobiliario original), jardines (finales del siglo XIX incluyendo el Jardín Francés) y las Ruinas del Trapiche donde se hacen recorridos o visitas guiadas para explicar el uso que tuvo el sitio en el pasado. Ocasionalmente su jardín es usado como cine al aire libre.